# العلاقات السعودية المالطية
العلاقات السعودية المالطية هي العلاقات الثنائية التي تجمع بين السعودية ومالطا.

## مقارنة بين البلدين
هذه مقارنة عامة ومرجعية للدولتين:
| وجه المقارنة                                              | السعودية        | مالطا                                                     |
| --------------------------------------------------------- | --------------- | --------------------------------------------------------- |
| المساحة (كم2)                                             | 2.25 مليون      | 316                                                       |
| عدد السكان (نسمة)                                         | 33.00 مليون     | 465.29 ألف                                                |
| الكثافة السكانية (ن./كم²)                                 | 14.67           | 147.24 ألف                                                |
| العاصمة                                                   | الرياض، الدرعية | فاليتا                                                    |
| اللغة الرسمية                                             | اللغة العربية   | اللغة المالطية، لغة إنجليزية                              |
| العملة                                                    | ريال سعودي      | يورو، ليرة مالطية                                         |
| الناتج المحلي الإجمالي (بليون دولار)                      | 683.83 مليار    | 12.54 مليار                                               |
| الناتج المحلي الإجمالي (تعادل القوة الشرائية) بليون دولار | 1.69 تريليون    | 14.68 مليار                                               |
| الناتج المحلي الإجمالي الاسمي للفرد دولار أمريكي          | 20.48 ألف       | 22.60 ألف                                                 |
| الناتج المحلي الإجمالي للفرد دولار أمريكي                 | 52.01 ألف       |                                                           |
| مؤشر التنمية البشرية                                      | 0.837           | 0.839                                                     |
| رمز المكالمات الدولي                                      | +966            | +356                                                      |
| رمز الإنترنت                                              | .sa             | .mt                                                       |
| المنطقة الزمنية                                           | ت ع م+03:00     | توقيت وسط أوروبا، ت ع م+01:00، ت ع م+02:00، أوروبا/مالطا ‏ |

## منظمات دولية مشتركة
يشترك البلدان في عضوية مجموعة من المنظمات الدولية، منها:
| علم المنظمة | اسم المنظمة                               | تاريخ انضمام السعودية | تاريخ انضمام مالطا |
| ----------- | ----------------------------------------- | --------------------- | ------------------ |
|             | يونسكو                                    | 4 نوفمبر 1946         | 10 فبراير 1965     |
|             | البنك الدولي للإنشاء والتعمير             | 26 أغسطس 1957         | 26 سبتمبر 1983     |
|             | منظمة حظر الأسلحة الكيميائية              | ?                     | ?                  |
|             | الأمم المتحدة                             | 24 أكتوبر 1945        | 1 ديسمبر 1964      |
|             | مؤسسة التمويل الدولية                     | 18 سبتمبر 1962        | 1 يونيو 2005       |
|             | المركز الدولي لتسوية المنازعات الاستشارية | 7 يونيو 1980          | 3 ديسمبر 2003      |
|             | وكالة ضمان الاستثمار متعدد الأطراف        | 12 أبريل 1988         | 12 سبتمبر 1990     |
|             | الاتحاد البريدي العالمي                   | ?                     | ?                  |
|             | منظمة الشرطة الجنائية الدولية             | 13 يونيو 1956         | ?                  |
|             | منظمة التجارة العالمية                    | 11 نوفمبر 2005        | ?                  |
|             | المنظمة الهيدروغرافية الدولية             | 8 أبريل 2002          | ?                  |
|             | الاتحاد الدولي للاتصالات                  | 7 فبراير 1949         | 1965               |

## وصلات خارجية
- موقع وزارة الخارجية السعودية
- موقع وزارة الخارجية المالطية